# Strängnäs landskommun
Strängnäs landskommun var en tidigare kommun i Södermanlands län.

## Administrativ historik
Den 1 januari 1863, när kommunalförordningarna började tillämpas, skapades över hela riket cirka 2 500 kommuner, varav 89 städer, 8 köpingar och resten landskommuner. Då inrättades i Strängnäs socken i Åkers härad i Södermanland denna kommun. Det förekom att flera kommuner av olika typ kunde ha samma namn. Strängnäs landskommun ska således inte förväxlas med Strängnäs stad.
Kommunen upplöstes några år före den genomgripande kommunreformen 1952. År 1950 överfördes kommunens fastlandsdel till Strängnäs stad och resterande del till Aspö landskommun. Denna i sin gick 1952 i sin tur upp i Tosterö landskommun.
Området ingår sedan 1971 i Strängnäs kommun

## Politik

### Mandatfördelning i Strängnäs landskommun 1938-1946
| 14 | 3 | 1 | 2 |

| 18 |

| 14 | 4 | 2 |

| 17 | 3 |

| 14 | 6 |

| 19 |